# Агафониха (приток Чёма)
Агафониха — река в России, протекает по Тогучинскому району Новосибирской области. Устье реки находится на высоте 197 м над уровнем моря в 60 км по правому берегу реки Чём. Длина реки составляет 12 км.

## Данные водного реестра
По данным государственного водного реестра России относится к Верхнеобскому бассейновому округу, водохозяйственный участок реки — Обь от города Барнаула до Новосибирского гидроузла, без реки Чумыш, речной подбассейн реки — бассейны притоков (Верхней) Оби до впадения Томи. Речной бассейн реки — (Верхняя) Обь до впадения Иртыша.
Код водного объекта в государственном водном реестре — 13010200512115200004978.